# A Washington Huskies amerikaifutball-csapata
A Washington Huskies amerikaifutball-csapata az NCAA I-es, valamint a Pac-12 Conference North divíziójában képviseli a Washingtoni Egyetemet. A csapat otthona a seattle-i Husky Stadion.
Az egyetem a Pac-12 Conference elődje, a Pacific Coast Conference négy alapító tagjának egyike.

## Története

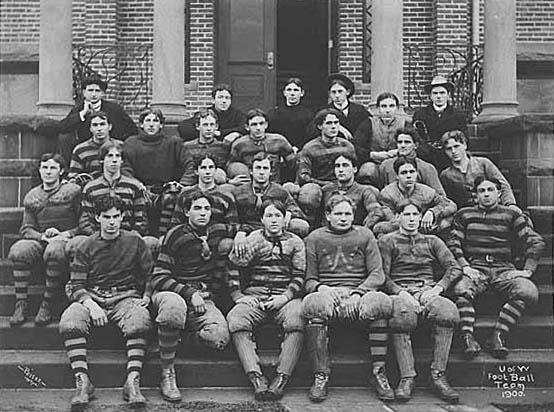
Az 1900-as csapat Theodore Peiser fotóján

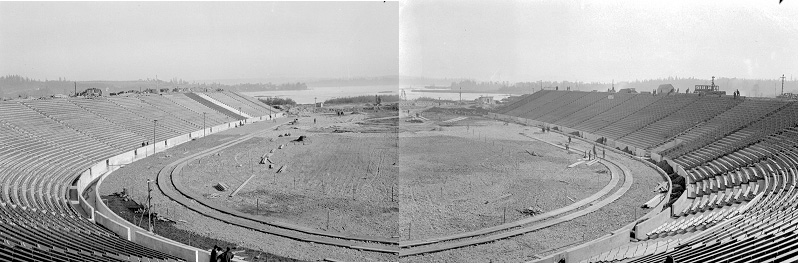
A Husky Stadion építése

### Kezdetek
Az első 18, konferenciafüggetlen szezonban a csapatnak tíz vezetőedzője volt. A népszerűség növekedésével a nézőszám néhány száz főről több ezerre növekedett; a mérkőzéseket 1895-től a Denny Sportpályán játszották. A Washingtoni Állami Főiskola elleni Apple Cup első mérkőzését 1900-ban játszották.

### Gil Dobie-éra
1908-ban a csapat vezetőedzője Gil Dobie lett, aki a pozíciót korábban az Észak-dakotai Mezőgazdasági Főiskolán töltötte be. Dobie nevéhez fűződik a csapat leghosszabb, 64 játékon át, valamint egy másik, 40 játékon át tartó veretlen sorozata, mely utóbbi az NCAA I-A divíziója történetének második leghosszabbika. 1916-ban a Washingtoni Egyetem három másik intézménnyel (Kaliforniai Egyetem (Berkeley), Oregoni Egyetem és Oregoni Mezőgazdasági Főiskola) megalapította a Pacific Coast Conference-t, a mai Pac-12 Conference elődjét. Gil Dobie-t 1951-ben a College Football Hall of Fame tagjává választották.

### Hunt–Savage–Allison-éra
A csapat eredménye Claude J. Hunt alatt 6–3–1, Tony Savage alatt 1–1–0, Stub Allison alatt pedig 1–5–0 volt. 1920-tól a Denny Sportpálya helyett a Husky Stadiont használják; a sportegyesület 1919-ben felvette a Sun Dodgers becenevet, amelyet 1922-ben a Huskiesra cseréltek.

### Enoch Bagshaw-éra
Az 1907-ben végzett Enoch Bagshaw 1921-től töltötte be a vezetőedzői pozíciót; előtte az Everetti Középiskola csapatát irányította. A 63–22–6-os eredmény mellett a Huskies kijutott első kettő Rose Bowl-mérkőzésére, 1925-ben pedig elnyerte a PCC-bajnoki címet. Bagshaw az 1929-es vereséget követően távozott; egy év múlva elhunyt.

### James Phelan-éra
A csapatot 1930-tól 12 szezonon át James Phelan irányította. 1936-ban elnyerték negyedik PCC-kupájukat, az 1938-as Poi Bowlon pedig 53–13 arányú győzelmet arattak a Hawaii Rainbow Warriorsszal szemben.

### Welch–Odell–Cherberg–Royal-éra
W. Ralph „Pest” Welch korábban a Purdue Boilermakers csapatában játszott, ahol edzője James Phelan volt. 1930-tól, Phelan vezetőedzősége idején Welch edzőhelyettesi pozíciót töltött be, 1942-ben pedig Phelan utódja lett. A második világháború a sportra is kihatással volt, így a csapat a tervezettnél kevesebb mérkőzésen vehetett csak részt.
Howard Odell 1948-ban érkezett a Yale Bulldogstól; a vezetőedzői pozíciót 1952-ig töltötte be. John Cherberg 1953 és 1955 között volt edző; egy adományozási botrány miatt őt és Harvey Cassill atlétikai igazgatót kirúgták. 1957-től 1989-ben bekövetkezett haláláig Washington állam kormányzóhelyettese volt.
Darrell Royal az 1956-os 5–5-ös eredményt követően a Texas Longhornhoz távozott. 1983-ban a College Football Hall of Fame tagjává választották.

### Jim Owens-éra
A korábban Paul William „Bear” Bryant alatt a Kentucky Wildcats és a Texas A&M Aggies edzőhelyettesi pozícióját betöltő Jim Owens 1957-ben érkezett a Huskieshoz. Bryant ajánlása szerint Owens „valamikor valakik jó edzője lesz”.
Owens irányítása alatt a csapat több AAWU- és Rose Bowl-győzelmet is magáénak tudhat. Az edző 1974-től távozott a csapattól. 1982-ben a College Football Hall of Fame tagjává választották.

### Don James-éra
A Ken State Golden Flashestől érkezett Don James tizennyolc éves pályafutása alatt a Huskies négy Rose Bowl- és egy Orange Bowl-győzelmet tudhat magáénak. 1991-ben a csapat a Miami Hurricanesszel megosztva nemzeti bajnoki címet szerzett.
Don James 1977-ben, 1984-ben és 1991-ben az év edzője lett, 1997-ben pedig a College Football Hall of Fame tagjai közé választották. Sportújságírók és szakértők szerint az 1991-es Huskies-keret minden idők tíz legjobb egyetemi amerikaifutball-csapatának egyike.
Az 1992-es szezon során fény derült arra, hogy a csapat több játékosa is szabálytalan támogatásokat kapott. Ugyan sem az edző, sem munkatársai nem voltak érintettek, az NCAA és a Pacific-10 Conference által kiszabott szankciók elleni tiltakozás jeléül James 1993. augusztus 22-én lemondott. A büntetés értelmében a csapat két évig elesik a műsorsugárzás bevételeitől, egy évig pedig nem vehet részt bowlmérkőzéseken. Az egyetem vezetőségének közbenjárására a szankciót végül módosították: a csapat egy évig elesett a sugárzás bevételeitől, két évig pedig nem vehetett részt bowlmérkőzéseken.
A 2006-ban a The Seattle Timesnak adott interjújában Don James elmondta, hogy a lemondás „valószínűleg megmentette az életét”.
Don James 2013. október 20-án, 80 éves korában elhunyt. A Husky Stadionban 2017. október 27-én egy őt ábrázoló bronzszobrot állítottak fel.

### Jim Lambright-éra
Jim Lambright védőkoordinátor Don James lemondását követően töltötte be a vezetőedzői pozíciót. Az 1998-as szezon 6–6-os eredményét követően Barbara Hedges atlétikai igazgato Lambrightot menesztette.

### Neuheisel–Gilbertson-éra
A Colorado Buffaloestól érkező Rick Neuheisel négy éves pályafutása alatt a Huskies a 2001-es Rose Bowl-győzelem mellett két Holiday- és egy Sun Bowlon is részt vett. Neuheisel a többszöri szabálysértés miatt az NCAA-től megrovást kapott.
Az edzőt 2003 júniusában a 2003-as kosárlabda-bajnoksággal kapcsolatos sportfogadásokon való részvétel miatt menesztették. Neuheisel jogi útra terelte az ügyet; 2005 márciusában az NCAA-től és az egyetemtől 4,5 millió dollár kártérítést kapott.
Neuheiselt a támadókoordinátor Keith Gilbertson váltotta; őt a 2004-es 1–10-es eredmény miatt menesztették.

### Tyrone Willingham-éra
Tyrone Willingham korábban a Stanford Cardinal és a Notre Dame Fighting Irish vezetőedzője volt. A csapat az ő edzősége alatt érte el legrosszabb eredményét (az ideiglenes edzőket nem számítva). A 2008-as 0–12-es eredményt követően az edzőt kirúgták.

### Steve Sarkisian-éra
A csapat 23. vezetőedzője Steve Sarkisian, a USC Trojans támadókoordinátora. Az öt szezon alatt elért 34–29-es eredményt követően Sarkisian önként távozott, és karrierjét korábbi csapatánál folytatta.

### Chris Petersen-éra
A Boise State Broncostól érkező Chris Petersen 2013. december 6-ától volt a Huskies vezetőedzője.
Petersen karrierje során a csapat egy Pac-12-bajnoki címet nyert, valamint 2016-ban részt vett egy NCAA-rájátszáson. 2017. április 11-én Petersen szerződését évi 4,875 millió dolláros fizetésért 2023-ig meghosszabbították. Az edző bérét teljes egészében a sportegyesület bevételeiből (jegyeladások, reklámbevételek és adományok) finanszírozták.
A 2017-es szezont követően a csapat kijutott a Fiesta Bowlra. 2019. december 2-án Petersen bejelentette visszavonulását: karrierjét tanácsadóként folytatja tovább. Utódja 2020-tól Jimmy Lake.

## Létesítmények

### Husky Stadion
Az eredetileg harmincezer fő befogadására alkalmas létesítményt a Puget Sound Bridge and Dredging Company építette a Denny Sportpálya kiváltására. Az amerikaifutball-csapat a stadiont az 1920-as szezonban vehette használatba.
1936-ban a lelátókat tízezer hellyel bővítették. 1943-ban harmincötezer ember részvételével bombariadó-gyakorlatot tartottak, ahol a seattle-i tűzoltóság bemutatta, a lakosság hogyan reagáljon légitámadás esetén. Az első fedett lelátórész 1950-ben készült el, ez 15 ezerrel bővítette a kapacitást.
2015. szeptember 3-án egy 41 millió dolláros szerződés értelmében a stadion tíz évre felvette az Alaska Airlines légitársaság nevét.

### Dempsey Sportcsarnok
A 2001-ben megnyílt sportcsarnokot az amerikaifutball-, softball-, baseball- és labdarúgócsapatok használják felkészülésre.

## Vezetőedzők
| Évek                | Edző               | Eredmény    | Eredmény |
| Évek                | Edző               | Összesített | Bowl     |
| ------------------- | ------------------ | ----------- | -------- |
| 1889–90             | –                  | 0–1–1       | –        |
| 1892–93             | W. B. Goodwin      | 2–4–1       | –        |
| 1894                | Charles Cobb       | 1–1–1       | –        |
| 1895–96 1898        | Ralph Nicols       | 7–4–1       | –        |
| 1897                | Carl L. Clemans    | 1–2         | –        |
| 1899                | A. S. Jeffs        | 4–1–1       | –        |
| 1900                | J. S. Dodge        | 1–2–2       | –        |
| 1901                | Jack Wright        | 3–3         | –        |
| 1902–04             | James Knight       | 15–4–1      | –        |
| 1905                | Oliver Cutts       | 4–2–2       | –        |
| 1906–07             | Victor M. Place    | 8–5–6       | –        |
| 1908–16             | Gil Dobie          | 58–0–3      | –        |
| 1917 1919           | Claude J. Hunt     | 6–3–1       | –        |
| 1918                | Tony Savage        | 1–1         | –        |
| 1920                | Stub Allison       | 1–5         | –        |
| 1921–29             | Enoch Bagshaw      | 63–22–6     | 0–1–1    |
| 1930–41             | James Phelan       | 65–37–8     | 1–1      |
| 1942–47             | Ralph Welch        | 27–20–3     | 0–1      |
| 1948–52             | Howard Odell       | 23–25–2     | –        |
| 1953–55             | John Cherberg      | 10–18–2     | –        |
| 1956                | Darrell Royal      | 5–5         | –        |
| 1957–74             | Jim Owens          | 99–82–6     | 2–1      |
| 1975–92             | Don James          | 153–57–2    | 10–4     |
| 1993–98             | Jim Lambright      | 44–25–1     | 1–3      |
| 1999–2002           | Rick Neuheisel     | 33–16       | 1–3      |
| 2003–04             | Keith Gilbertson   | 7–16        | –        |
| 2005–08             | Tyrone Willingham  | 11–37       | –        |
| 2009–13             | Steve Sarkisian    | 34–29       | 1–2      |
| 2013 (ideiglenesen) | Marques Tuiasosopo | 1–0         | 1–0      |
| 2014–19             | Chris Petersen     | 55–26       | 2–4      |
| 2020–               | Jimmy Lake         | 3–1         | –        |

## Konferenciatagságok
A csapat első 26 szezonját konferenciafüggetlenként játszotta. 1916-ban a Pacific Coast Conference négy alapítótagjának egyike; többszöri átalakulást követően (Athletic Association of Western Universities, Pac-8 és Pac-10) ebből jött létre a Pac-12. A Washington Huskies mellett a California Golden Bears az egyetlen, amely mind az öt konferenciának tagja volt.
Konferenciatagságok
- Független (1889–1915)
- Pac-12
  - PCC (1916–1958)
  - AAWU (1959–1967)
  - Pac-8 (1968–1967)
  - Pac-10 (1978–2010)
  - Pac-12 (2011–)

## Bajnokságok

### Nemzeti bajnokságok
A csapat öt nemzeti bajnokságot nyert, emellett magáénak követeli az 1960-as és 1991-es bajnoki címet. Az 1910-es csapatkeret szerepel Bill Libby író Champions of College Football című könyvében.
| Év   | Edző      | Bowl        | Ellenfél                 | Eredmény |
| ---- | --------- | ----------- | ------------------------ | -------- |
| 1910 | Gil Dobie | –           | –                        | –        |
| 1960 | Jim Owens | Rose Bowl   | Minnesota Golden Gophers | 17–7     |
| 1984 | Don James | Orange Bowl | Oklahoma Sooners         | 28–17    |
| 1990 | Don James | Rose Bowl   | Iowa Hawkeyes            | 46–34    |
| 1991 | Don James | Rose Bowl   | Michigan Wolverines      | 34–14    |

### Rose Bowl
| Év   | Edző                     | Ellenfél            | Eredmény |
| ---- | ------------------------ | ------------------- | -------- |
| 1959 | Jim Owens                | Wisconsin Badgers   | 44–8     |
| 1960 | Minnesota Golden Gophers | 17–7                |          |
| 1977 | Don James                | Michigan Wolverines | 27–20    |
| 1981 | Don James                | Iowa Hawkeyes       | 28–0     |
| 1990 | Don James                | 46–34               |          |
| 1991 | Don James                | Michigan Wolverines | 34–14    |
| 2000 | Rick Neuheisel           | Purdue Boilermakers | 34–24    |

### Konferenciabajnokságok
A csapat az 1940-es éveket kivéve minden évtizedben szerzett konferenciabajnoki címet.
| Év   | Konferencia | Edző           | Eredmény    | Eredmény    |
| Év   | Konferencia | Edző           | Konferencia | Összesített |
| ---- | ----------- | -------------- | ----------- | ----------- |
| 1916 | PCC         | Gil Dobie      | 3–0–1       | 6–0–1       |
| 1919 | PCC         | Claude J. Hunt | 2–1–0       | 5–1–0       |
| 1925 | PCC         | Enoch Bagshaw  | 5–0–0       | 11–0–1      |
| 1936 | PCC         | James Phelan   | 7–0–1       | 7–2–1       |
| 1959 | AAWU        | Jim Owens      | 3–1–0       | 10–1–0      |
| 1960 | AAWU        | Jim Owens      | 4–0–0       | 10–0–1      |
| 1963 | AAWU        | Jim Owens      | 4–1–0       | 6–5–0       |
| 1978 | Pac-8       | Don James      | 6–1–0       | 10–2–0      |
| 1980 | Pac-10      | Don James      | 6–1–0       | 9–3–0       |
| 1981 | Pac-10      | Don James      | 6–2–0       | 10–2–0      |
| 1990 | Pac-10      | Don James      | 7–1–0       | 10–2–0      |
| 1991 | Pac-10      | Don James      | 8–0–0       | 12–0–0      |
| 1992 | Pac-10      | Don James      | 6–2–0       | 9–3–0       |
| 1995 | Pac-10      | Jim Lambright  | 6–1–1       | 7–4–1       |
| 2000 | Pac-10      | Rick Neuheisel | 7–1         | 11–1        |
| 2016 | Pac-12      | Chris Petersen | 8–1         | 12–2        |
| 2018 | Pac-12      | Chris Petersen | 7–2         | 10–4        |

### Divízióbajnokságok
| Szezon | Konferencia | Divízió | Edző           | Ellenfél                                               | Eredmény                                               |
| ------ | ----------- | ------- | -------------- | ------------------------------------------------------ | ------------------------------------------------------ |
| 2016   | Pac-12      | North   | Chris Petersen | Colorado Buffaloes                                     | 41–10                                                  |
| 2017   | Pac-12      | North   | Chris Petersen | Vesztes kiegyenlítőmérkőzés a Stanford Cardinal ellen  | Vesztes kiegyenlítőmérkőzés a Stanford Cardinal ellen  |
| 2018   | Pac-12      | North   | Chris Petersen | Utah Utes                                              | 10–3                                                   |
| 2020   | Pac-12      | North   | Jimmy Lake     | A csapat nem tudott elegendő játékost pályára állítani | A csapat nem tudott elegendő játékost pályára állítani |

## Bowlmérkőzések
A csapat a 2019-es szezonig 19–20–1-es eredményt ért el (viszont a Poi Bowlt az NCAA csak hagyományos mérkőzésként tartja nyilván). 1975-ig második bowlcsapat nem lehetett a Pacific-8 tagja.

## Ellenfelek

### Washington State Cougars
A Huskies és a Washington State Cougars első mérkőzését 1900-ban játszotta. A hagyományosan a szezon végén játszott Apple Cup kupáját az állami kormányzó adja át a győztes csapatnak.

### Oregon Ducks
A Washington Huskies és az Oregon Ducks közti első mérkőzést 1900-ban játszották. A meccssorozat „határháború” néven is ismert.

## Hagyományok

### Emblémák és mezek
Don James edzői karrierjének kezdete óta a játékosok arany színű fémsisakot viseltek, amelyen színes sávok és egy „W” betű láthatóak. A UCLA Bruins elleni 2010-es mérkőzésen a játékosok fekete mezben léptek pályára.
A 2014-es szezon előtt új mezeket mutattak be: arany, fekete és fehér sisakokat, lila, fekete és fehér felsőket, valamint arany, lila, fekete és fehér nadrágokat. A 2013-as szezonban bemutatott krómozott arany sisakokat a játékosok az Arizona State Sun Devils elleni 2014-es mérkőzésen viselték újra.
A Nike-kal kötött húsz éves szerződés lejártát követően a sportegyesület 2018 áprilisában 119 millió dollár értékű megállapodást kötött az Adidasszal.

### Indulózenekar
Az 1929-ben létrejött indulózenekar az összes, a Husky Stadionban játszott hazai mérkőzésen fellép.

### Média
A csapat mérkőzéseit a 950 kilohertzen fogható KJR rádióadón közvetítik Tony Castricone és Damon Huard közreműködésével. Bob Rondeau, a „Huskies hangja” harminc évig, 2017-es nyugdíjba vonulásáig volt a csapat sportkommentátora.

## Dicsőségcsarnok

### College Football Hall of Fame
| Név                     | Pozíció          | Aktív évek   | Díjazva |
| ----------------------- | ---------------- | ------------ | ------- |
| Gil Dobie               | vezetőedző       | 1908–16      | 1951    |
| George „Wildcat” Wilson | halfback         | 1923–25      | 1951    |
| Chuck Carroll           | halfback         | 1926–28      | 1964    |
| Paul Schwegler          | tackle           | 1929–31      | 1967    |
| James Phelan            | vezetőedző       | 1930–41      | 1973    |
| Vic Markov              | tackle           | 1935–37      | 1976    |
| Hugh McElhenny          | halfback         | 1949–51      | 1986    |
| Darrell Royal           | vezetőedző       | 1956         | 1983    |
| Don Heinrich            | quarterback      | 1949–50 1952 | 1987    |
| Bob Schloredt           | quarterback      | 1958–60      | 1989    |
| Max Starcevich          | guard            | 1934–36      | 1960    |
| Rick Redman             | guard/linebacker | 1962–64      | 1995    |
| Don James               | vezetőedző       | 1975–92      | 1997    |
| Steve Emtman            | defensive tackle | 1989–91      | 2006    |
| Lincoln Kennedy         | offensive tackle | 1989–92      | 2015    |

### Pro Football Hall of Fame
| Név               | Pozíció          | Aktív évek   | Díjazva |
| ----------------- | ---------------- | ------------ | ------- |
| Hugh McElhenny    | halfback         | 1949–51      | 1970    |
| Arnie Weinmeister | defensive tackle | 1942 1946–47 | 1984    |
| Warren Moon       | quarterback      | 1975–77      | 2006    |

### Canadian Football Hall of Fame
| Név         | Pozíció     | Aktív évek | Díjazva |
| ----------- | ----------- | ---------- | ------- |
| Tom Scott   | slotback    | 1969–72    | 1998    |
| Warren Moon | quarterback | 1975–77    | 2001    |

### Rose Bowl Hall of Fame
| Név                     | Pozíció          | Aktív évek | Díjazva |
| ----------------------- | ---------------- | ---------- | ------- |
| Bob Schloredt           | quarterback      | 1958–60    | 1991    |
| George „Wildcat” Wilson | halfback         | 1923–25    | 1991    |
| Jim Owens               | vezetőedző       | 1957–74    | 1992    |
| Don James               | vezetőedző       | 1975–92    | 1994    |
| Warren Moon             | quarterback      | 1975–77    | 1997    |
| Steve Emtman            | defensive tackle | 1988–91    | 2006    |
| George Fleming          | halfback         | 1958–61    | 2011    |
| Mark Brunell            | quarterback      | 1988–92    | 2015    |

## Visszavonultatott mezszámok
Az alábbi mezszámokat visszavonultatták, habár némelyiket újra használják:
| Szám | Játékos                 | Pozíció      | Aktív évek |
| ---- | ----------------------- | ------------ | ---------- |
| 2    | Chuck Carroll           | halfback     | 1927–28    |
| 33   | George „Wildcat” Wilson | halfback     | 1923–25    |
| 44   | Roland Kirkby           | running back | 1948–50    |

## Fordítás
- Ez a szócikk részben vagy egészben  a   Washington Huskies football című angol Wikipédia-szócikk ezen változatának fordításán alapul.  Az eredeti cikk szerkesztőit annak laptörténete sorolja fel. Ez a jelzés csupán a megfogalmazás eredetét és a szerzői jogokat jelzi, nem szolgál a cikkben szereplő információk forrásmegjelöléseként.